# Licy-Clignon
Licy-Clignon – miejscowość i gmina we Francji, w regionie Hauts-de-France, w departamencie Aisne.
Według danych na styczeń 2014 roku gminę zamieszkiwało 85 osób, a gęstość zaludnienia wynosiła 20,2 osób/km².